# Tříslo (koželužství)

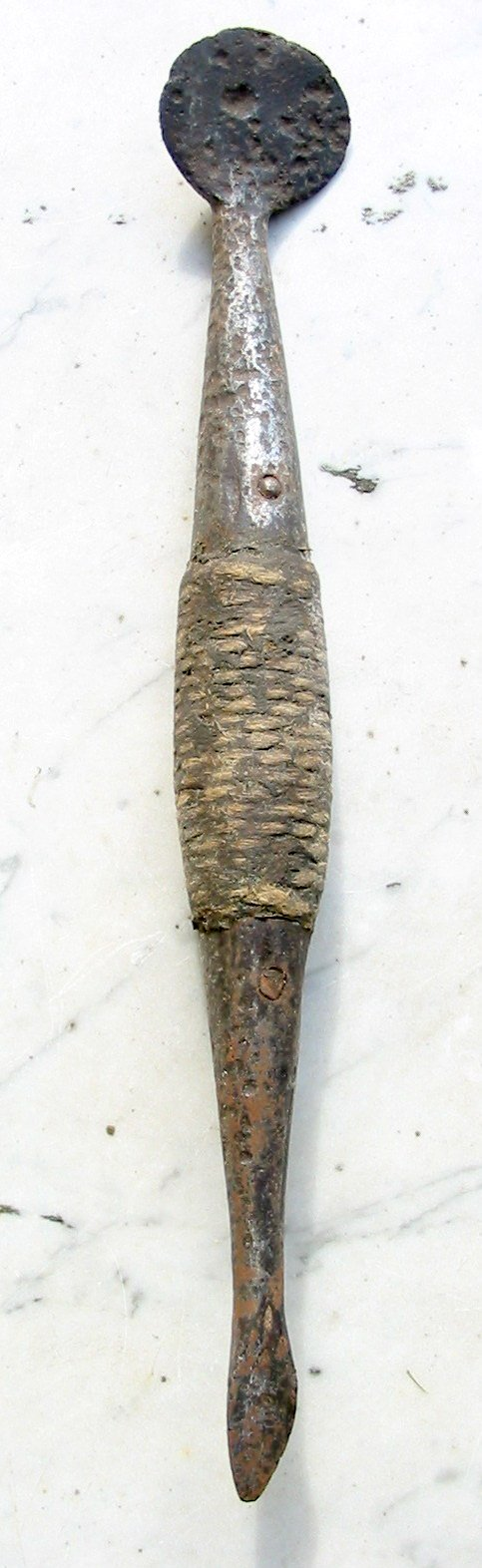
Nástroj k loupání kůry

Tříslo je přípravek získaný z rozdrcené kůry stromů či jiných částí rostlin, který sloužil k vydělávání kůží, při jejich přeměně na useň. Tříslo se k činění kůží používalo již ve starověku a takto vydělané kůže se našly i v egyptských hrobkách. Na území Česka lze tuto technologii doložit archeologickými nálezy z období Velké Moravy, kdy se dochovaly činící jámy, ve kterých se kůže louhovala. V současnosti se v Evropě tato technologie používá jen zřídka.

## Užití
Hlavní účinnou složkou třísla jsou třísloviny (taniny), což jsou rostlinné polyfenoly, které sráží proteiny. Kůže se po zbavení srsti a dalších organických částí ponořila do roztoku třísla a vody. Kromě jam vymazaných jílem se od středověku používaly i sudy a kádě. Doba činění závisela na síle kůží a mohla trvat od několika měsíců až po tři roky. Podle druhu použitého třísla získala kůže rozličnou barvu (žlutou, hnědou, červenohnědou apod.). Tento postup zůstal téměř nezměněn až do 2. poloviny 19. století, kdy technologický rozvoj umožňoval zkrátit dobu činění přidáváním různých chemikálií a tradiční způsoby začaly nahrazovat nové postupy. Od konce 19. století se začaly používat soli chromu a další chemické látky. Činění kůží pomocí tříslovin bylo nicméně obvyklé ještě v 1. polovině 20. století.

## Výroba
Tříslo se připravovalo nejčastěji z kůry stromů. Z listnatých stromů se na tříslo ve starších dobách používaly dub, buk, jilm, javor, jírovec maďal, olše, bříza a vrba, z jehličnatých stromů smrk, jedle, borovice a modřín. Nejvíce tříslovin obsahuje dubová kůra (6-16%) a kůra smrková a jedlová (7-16%), přesto se nemohou vyrovnat s hodnotami z jižních stromů, které jich obsahují nepoměrně více. Naopak tříslo z ostatních jmenovaných stromů bylo ještě méně hodnotné. Proto během průmyslového rozvoje v 19. století výroba třísla v českých zemích značně upadla a omezila se jen u několika producentů na smrkovou a dubovou kůru.
Tříslová kůra se získávala obyčejně z 15-20letých stromů pěstovaných v nízkých lesích, tzv. loupenících. Kůra se loupala jak na ještě stojících stromech určených ke skácení, tak i na poražených kmenech. Kmeny se zbavily větví a před samotným loupáním se kůra rozřízla po délce až na dřevo.
Ze starých stromů se kůra loupala už na jaře, ale nechala se viset na stromech do podzimního kácení. Nebo se stromy porazily během ledna a února, nechaly se ležet a pak se slouply. Loupání probíhalo dřevěným nebo železným loupačem podobným ploché lžíci, ale také sekyrou.
Poté se kůra nechala schnout. Buď zůstala k usušení viset na stromech, nebo se sušila sloupaná. V lese se postavila do panáků (podobně jako snopy slámy), případně se také sušila na kozách nebo v zakrytých budkách jako len. Dosoušení pak probíhalo u kamen v domech. Sušením ztratila kůra starých stromů asi 30% a mladá kůra až 50% váhy a obě zhruba 10% objemu. Výnos dubové kůry činil asi 60-90 q na hektar, záleželo na smíšeném lese, ale i době a způsobu loupání.
Drcení třísla probíhalo ve mlýnech. Stoupy na drcení třísla bývaly součástí běžných mlýnů nebo se jednalo o speciální mlýn zvaný tříselník. Usušená kůra se v mlýně pomocí cepů roztloukla na menší kousky, které se vkládaly do stoupy. Rozdrcená kůra se prosévala a hrubá drť se vracela do stoupy k dalšímu, dokonalejšímu rozdrcení. Teprve poté bylo tříslo hotové.